# Jean-Pierre Duport-Lavillette
Jean-Pierre Duport-Lavillette est un jurisconsulte et homme politique français né le 26 décembre 1757 à Grenoble (Isère) et décédé le 19 avril 1826 à Grenoble.
Avocat au Parlement de Grenoble, il est administrateur du département en 1793. Favorable aux Girondins, il est emprisonné sous la Terreur pendant quelques mois. Bâtonnier des avocats, conseiller général, il est député de l'Isère en 1815, pendant les Cent-Jours. Il est exilé quelques années comme bonapartiste, sous la Restauration.
Une rue du quartier de l'Île Verte à Grenoble porte son nom.